# ذكاء مكاني (علم نفس)
الذكاء المكاني (بالإنجليزية: Spatial Intelligence)‏ هو القدرة على الاستيعاب عن طريق الصور وتشكيلها، والقدرة على استيعاب العالم المرئي بدقة وإعادة تشكيله بصرياً ومكانياً في الذهن أو على الورق كما نراه لدى التشكيليين والمعماريين والرسامين والمصممين، ويميل هؤلاء إلى أن يروا ما يحدثهم المعلم عنه ليفهموه، وهم يستمتعون في تعلمهم باللوحات التوضيحية والأشكال البيانية والخرائط والجداول والعروض والصور، وأصحاب هذا النوع من الذكاء يمتلكون القدرة على فهم المعضلات البصرية وحلها، كما يمكنهم تكوين صورة دقيقة والتغيير فيها ذهنياً، كأن يتخيلون القصة التي يقرؤونها بجميع تفاصيلها من (بيوت وحدائق وشوارع) كما يتميزون بذاكرة جيدة تخّزن في طياتها الوجوه والأماكن، ويلاحظون التفاصيل الدقيقة التي لا يلاحظها غيرهم، ويمتلكون حساسية للخط واللون والشكل والمساحة
الذكاء المكاني الجغرافي:
هو الثقل الأكثر الذي يحتوي عليه مكان ما.مثلاً عندما تسمع كلمة (مصر) فإن أول ما يتبادر إلى ذهنك هي الأهرامات.
إذاً فالاهرامات استحوذت على أكبر ثقل في المكان فأصبح الأمر كالذكاء الذي تتميز به مصر.
أيضا لو ذُكر (المملكة العربية السعودية) فان أول ما يتبادر إلى ذهن السامع أو القارئ هو الحرمين الشريفين. إذاً فالحرمان الشريفان استحوذا على ذكاء مكاني يميزها

## الصور والخيالات
إن الذكاء المكاني هو النظام العقلي المسئول عن كل شيء يتعلق بالصور والخيالات، فهو يمكنك من تكوين صورة دقيقة والتغيير فيها ذهنياً، وملاحظة التفاصيل الدقيقة، والتعرف على أنماط وأشكال مختلفة، والمقدرة على فهم المعضلات البصرية وحلها.

## أهمية الذكاء المكاني
يساعد على تحليل المشكلة بطريقة مختلفة، تستطيع أن توظّفه في عدة مجالات: كالرسم والإعلان والتصوير، ويساعدك أيضاً في تصميم نماذج وتحويلها إلى مجسمات ملموسة.

## روابط خارجية
- Australian Indigenous Art
- Kathryn Findlay, architect in charge of the early designs for The Hill
- Pritzker Prize Goes to Peter Zumthor
- Nicos Komninos, Intelligent Cities
- Dr. Jane Rendell Spatial Imagination in Design